# Tamika Catchings
Tamika Devonne Catchings (Stratford, 21 de julho de 1979) é uma basquetebolista profissional estadunidense que atualmente joga pelo Indiana Fever na Women's National Basketball Association. A atleta que possui 1,85m e pesa 76kg, atua como ala.